# میرا فورلان
میرا فورلان (کرواتی: Mira Furlan؛ ۷ سپتامبر ۱۹۵۵ – ۲۰ ژانویهٔ ۲۰۲۱) بازیگر، بازیگر تئاتر، بازیگر سینما، بازیگر تلویزیون، و خواننده اهل یوگسلاوی بود. وی بین سال‌های ۱۹۷۶ تا ۲۰۲۰ میلادی فعالیت می‌کرد.
از فیلم‌ها یا برنامه‌های تلویزیونی که وی در آن نقش داشته‌است می‌توان به وقتی بابا رفته بود مأموریت، دوبار متولد شد، و متروک اشاره کرد.